# Saluutschot

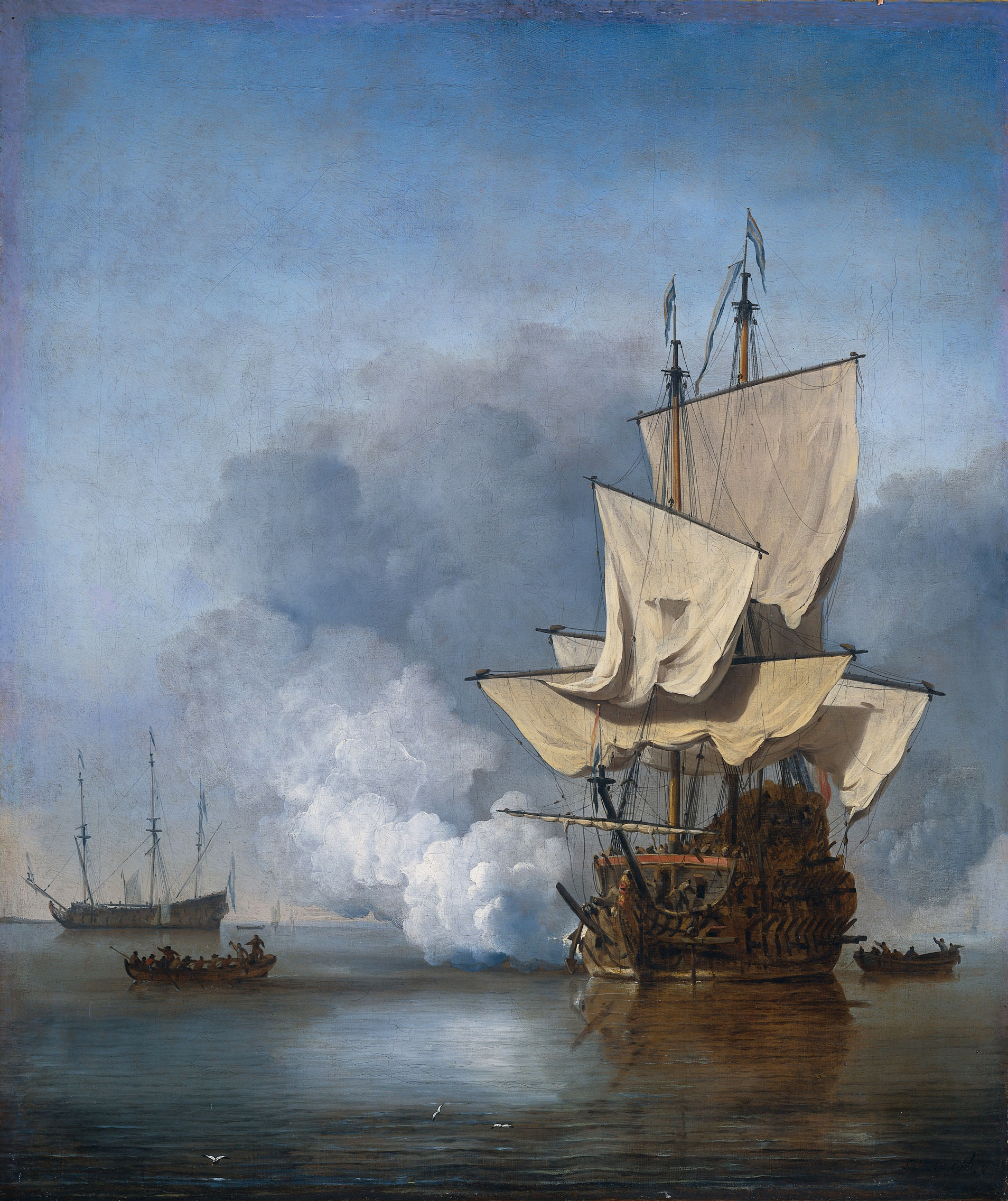
Een Nederlands oorlogsschip brengt saluut. Het kanonschot, schilderij van Willem van de Velde de Jonge.

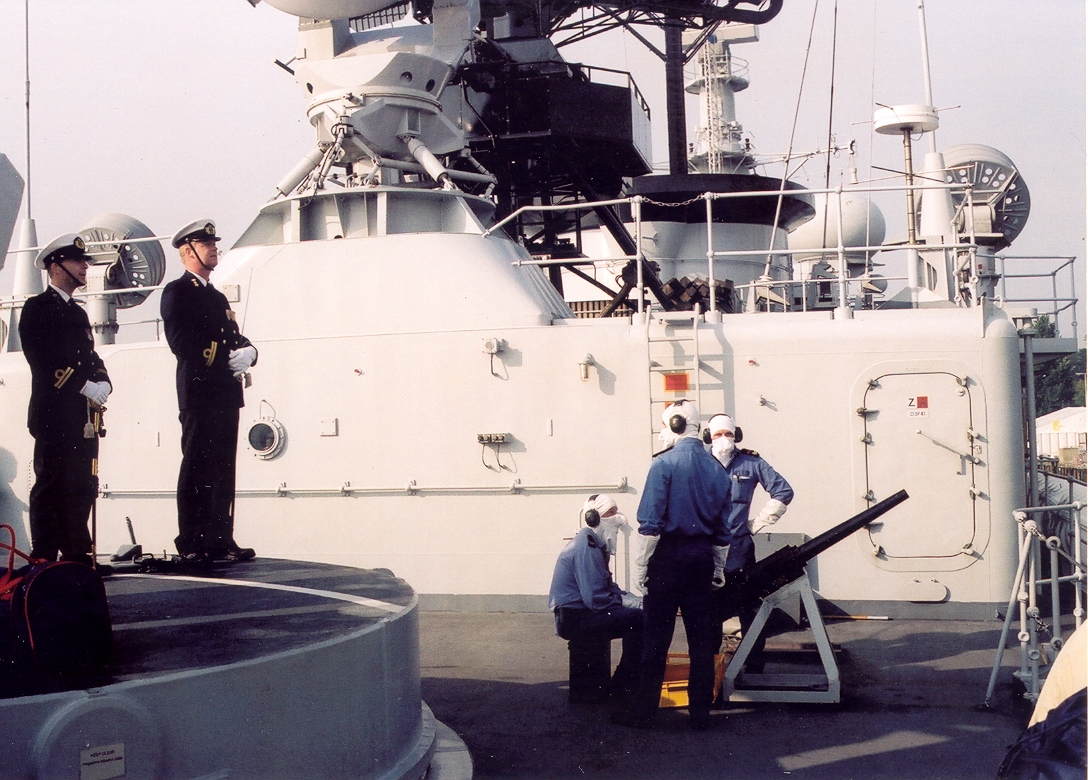
Saluutschoten aan boord van Hr. Ms. Jacob van Heemskerk bij het verlaten van de haven van Rotterdam

Saluutschoten zijn schoten uit een vuurwapen die bedoeld zijn als groet of eerbetoon. Daarbij wordt alleen kruit afgevuurd, geen munitie.
Bij geboorten, huwelijken, begrafenissen en andere plechtigheden aangaande een koningshuis zijn saluutschoten vaak een onderdeel van de ceremonie. Zo werden tijdens de bijzetting van prins Bernhard door de "Gele Rijders", de 11e Afdeling Rijdende Artillerie, om de minuut saluutschoten afgevuurd die in de Grote Kerk in Delft te horen waren en werden bij de geboorte van prinses Catharina-Amalia door dezelfde eenheid 101 saluutschoten afgevuurd. Maar ook bij andere eenheden klinken regelmatig saluutschoten. De schepen van de Koninklijke Marine hebben zelfs een klein kanon aan boord om bij het bezoek aan een haven een groet te brengen.

## Geschiedenis
Al in de 17e eeuw bestond het gebruik om saluutschoten af te vuren. De Engelse regering eiste destijds dat ieder Nederlands schip op de Noordzee de Engelse vlag zou groeten door de eigen vlag te laten dalen en saluutschoten af te vuren.
Saluutschoten worden ook in andere landen afgevuurd. Ook in het Verenigd Koninkrijk worden koninklijke geboorten en verjaardagen met saluutschoten in Hyde Park en bij de Tower of London gevierd.
Een aantal van de vorsten van de Vorstenlanden van Brits-Indië, de Maharadja's en Nizams, hadden recht op 4, 9, 11, 15 of 17 saluutschoten en de Britse regering gebruikte deze aantallen om een rangorde en verdeeldheid onder de vorsten te bewerkstelligen. Het aantal saluutschoten varieerde van jaar tot jaar. Tot 1972 werden ook in India en Pakistan saluutschoten afgevuurd voor de vroegere feodale heersers. De machtigste onder de prinsen, de Nizam van Hyderabad kreeg, lange tijd als enige en net als een Europese koning, 21 saluutschoten. Het protocol aangaande de saluutschoten was streng en verfijnd, soms werden er in de residentie van een vorst bijvoorbeeld meer saluutschoten afgevuurd dan daarbuiten.

## Gebruik in Nederland

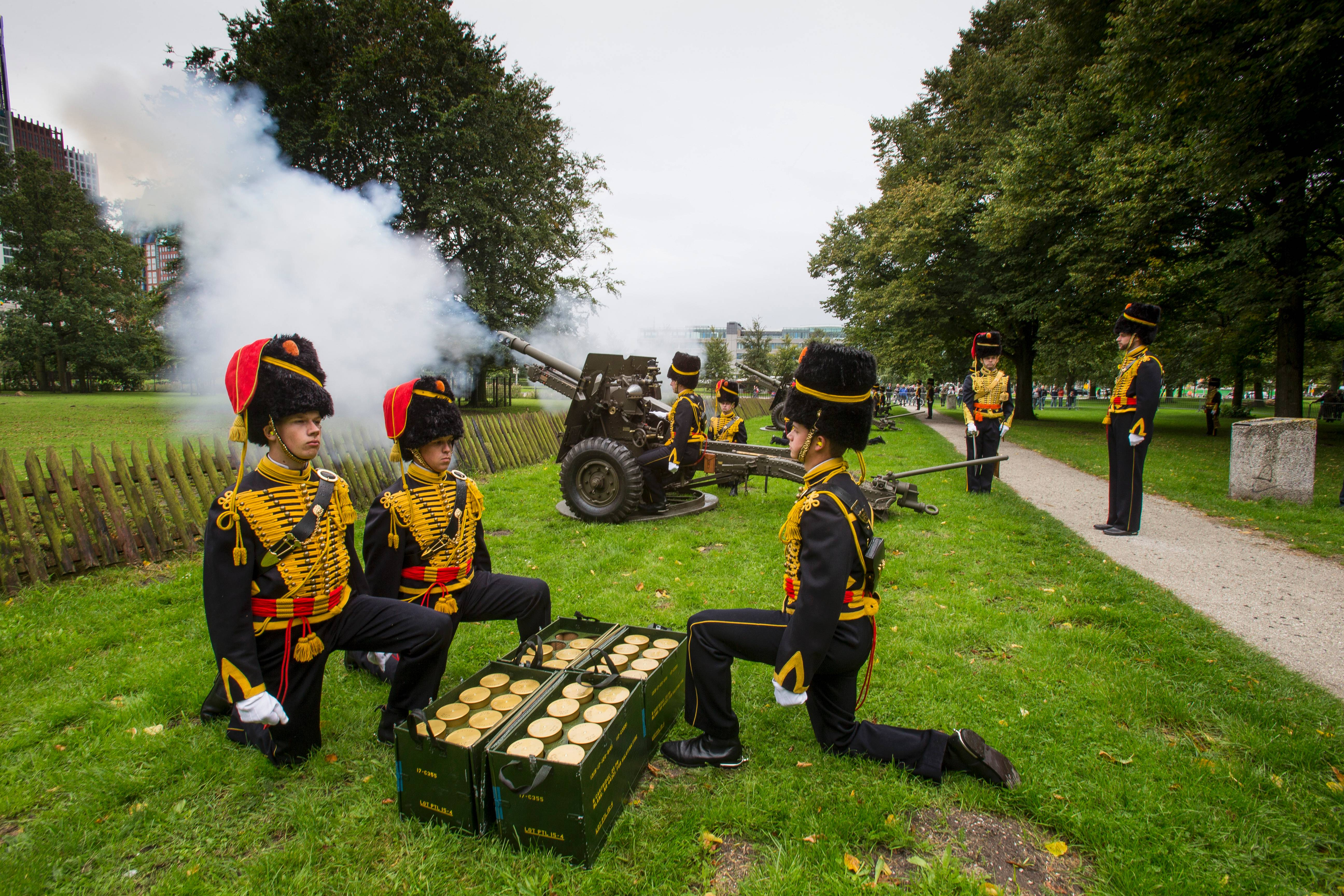
Gele Rijders vuren minuutschoten af tijdens Prinsjesdag 2015

### Algemene bepalingen
- Saluutschoten worden uitsluitend gegeven op last van Z.M. de koning of de minister van defensie.
- In beginsel wordt voor het afgeven van saluutschoten de 11e afdeling rijdende artillerie aangewezen.
- Op zondagen en algemeen erkende christelijke feestdagen, alsmede de tijd tussen zonsondergang en zonsopgang worden uitsluitend die saluutschoten afgegeven die niet tot de volgende werkdag mogen worden uitgesteld.

#### Saluutschoten
Een bepaald aantal schoten, afgevuurd met tussenpozen van tien seconden en dienend als eerbewijs voor een bepaalde autoriteit en bij de geboorte van een erfprins(es) der Nederlanden.
Gedurende het afgeven van saluutschoten bevindt zich nabij de commandant van de saluutbatterij een onderofficier die met luide stem het aantal schoten telt.
Het aantal af te geven saluutschoten bedraagt:
- Voor Z.M. de koning 35 schoten
- Voor de prinses der Nederlanden 33 schoten
- Voor de overige prinsen en prinsessen der Nederlanden 21 schoten
- Voor een gouverneur van een rijksdeel 21 schoten
- Voor een buitenlands staatshoofd 21 schoten
- Voor een buitenlands regerend vorstenhuis 21 schoten
- Bij de geboorte van een erfprins der Nederlanden 101 schoten

(Bij de geboorte van een erfprinses der Nederlanden bedroeg het aantal saluutschoten 51. Maar door een wijziging van de Grondwet in 1983 is het onderscheid naar geslacht vervallen. In 2003 klonken bij de geboorte van een erfprinses voor het eerst 101 schoten.)
Als eerbetoon aan koningin Beatrix werden op de dag van de abdicatie 30 april 2013 vanaf het fregat Zr. Ms. Evertsen op het IJ 101 saluutschoten afgevuurd. Dit zijn er 101 omdat 100 staat voor een groot aantal, het laatste schot symboliseert de onbegrensdheid van de koning.
Vanaf het moment dat koning Willem-Alexander en prinses Máxima zich vanaf het paleis naar de kerk begaven, vuurden de Gele Rijders, tegelijkertijd vanaf het Marine Etablissement aan de overkant van het IJ elke 5 seconden een saluutschot af. De schoten werden afgegeven totdat het paar in de kerk gearriveerd was. Dit gebeurde volgens traditie bij de inhuldiging van een nieuw staatshoofd.

#### Minuutschoten
Een wisselend aantal schoten, afgevuurd met tussenpozen van zestig seconden ter herdenking of ter gelegenheid van bijzondere gebeurtenissen.
Minuutschoten worden afgegeven:
- Vanaf het ogenblik waarop Z.M. de koning het koninklijk paleis verlaat ter opening van de zitting van de Staten-Generaal, tot het moment waarop Z.M. de koning in het Paleis is teruggekeerd.
- Op last van Z.M. de koning of de minister van defensie ter gelegenheid of ter herdenking van bijzondere gebeurtenissen, waarbij voor ieder geval afzonderlijk bevelen worden gegeven.